# Митрополичий округ
Митрополи́чий о́круг — в Православной церкви форма межъепархиального объединения. В современной Русской православной церкви фактический представляет собой полуавтономную церковь с собственным синодом.

## История
Исторически в Русской церкви митрополичьи округа — административно-территориальная единица, характерная для древней Церкви и современной Константинопольской и Римско-католической церквей — не существовали, хотя идея их создания неоднократно предлагалась, в частности на Соборе 1682 года, созванном при царе Феодоре Алексеевиче и патриархе Иоакиме.
В феврале 1916 года печать сообщала, что особая комиссия при Святейшем синоде под председательством митрополита Московского Макария (Невского) внесла на рассмотрение Синода проект разделения Империи на митрополичьи округа, которые бы возглавлялись митрополитами: Петроградский, Московский, Киевский, Литовский (Вильна), Казанский, Восточно-Сибирский и Западно-Сибирский.
Вопрос обсуждался на Всероссийском соборе 1917—1918 годов, на третьей сессии («Определение о церковных округах»), хотя окончательного решения принято не было.
В соответствии с Положением об областных преосвященных от 12 марта 1934 года во исполнение постановления Поместного Собора 1917—1918 годы о митрополичьих округах Временный Патриарший Священный Синод образовал церковные области в составе нескольких епархий, но при этом областные епископы не приобретали сан митрополита, что предусматривалось определением Поместного Собора. Статусы главных городов церковных областей получили в Московской области — Москва, в Ленинградской области — Ленинград, в Белорусской ССР — Минск, в Западной области — Смоленск, в Центрально-Чернозёмной области — Воронеж, в Азово-Черноморском крае — Ростов-на-Дону, в Северо-Кавказском крае — Пятигорск, в Северной области — Архангельск, в Ивановской (промышленной) области — Иваново, в Горьковском крае — Горький, в Татарской АССР — Казань, в Средневолжском крае — Самара, в Саратовской области — Саратов, в Сталинградской области — Сталинград, в Свердловской области — Свердловск, в Челябинской области — Челябинск, в Западно-Сибирском крае — Новосибирск, в Восточно-Сибирском крае — Иркутск, в Дальневосточном крае — Хабаровск, на Украине — в Киевской области — Киев, в Харьковской области — Харьков и в Одесской области — Одесса. Самостоятельными оставались епархии: Олонецкая, Чувашско-Чебоксарская, Ижевская, Марийская, Саранская, Крымско-Симферопольская, Уфимская, Тобольская, Бакинская, Ташкентская, Алма-Атинская, Семипалатинская, Уральская, Петропавловская, Кустанайская, Забайкальско-Читинская, Якутская (в РСФСР), Винницкая, Днепропетровская, Черниговская и Мариупольская (на Украине).

### Современная история
1 апреля 2003 года патриарх Московский и всея Руси Алексий II направил преосвященным архиереям, представляющим различные православные юрисдикции русской традиции в Западной Европе, а также всем православным приходам русской традиции в Западной Европе письмо, в котором содержится предложение образовать в Западной Европе единый митрополичий округ. Реакция на данное обращение была неоднозначна. Вопрос о создании западноевропейского митрополичьего округа для приходов русской традиции остаётся открытым.
Решением Священного синода 7 мая 2003 года образован митрополичий округ, объединяющий три епархии Русской церкви на территории Казахстана: Астанайскую, Уральскую и Чимкентскую епархии. Округ был создан в целях координации религиозно-просветительской, издательской, социальной и прочей общественно-значимой деятельности епархий. Образование совпало с переводом с Астанайской кафедры архиепископа Алексия (Кутепова) и назначением на неё митрополита Воронежского и Липецкого Мефодия (Немцова).
Решением Священного синода 26 июля 2010 года округ переименован в «Митрополичий округ Русской Православной Церкви в Республике Казахстан». Были одобрены также Внутреннее положение о Митрополичьем округе Русской православной церкви в Республике Казахстан и Устав Республиканского религиозного объединения «Митрополичий округ Русской Православной Церкви в Республике Казахстан». Установлен новый титул главы Митрополичьего округа — «Астанайский и Казахстанский».
Решением Священного синода 27 июля 2011 года образован Среднеазиатский митрополичий округ, объединяющий Ташкентскую и вновь учреждённые в тот же день Бишкекскую и Душанбинскую епархии, а также Патриаршее благочиние приходов Русской православной церкви в Туркменистане. Главой Среднеазиатского митрополичьего округа является преосвященный Ташкентский и Узбекистанский, который в делах, касающихся Среднеазиатского митрополичьего округа, а также при литургическом поминовении в иных, кроме возглавляемой им самим, епархиях титулуется «митрополит Среднеазиатский».
Если Казахстанский митрополичий округ, учреждённый при патриархе Алексие II, был образован путём объединения уже существующих епархий, то Среднеазиатский митрополичий округ, напротив, был образован путём разукрупнения епархии, с одновременным формированием округа в её прежних границах.

## Современная реформа епархиального устройства
Архиерейский собор РПЦ 2004 года поручил Священному Синоду подготовить рекомендации для внесения в Устав Русской православной церкви соответствующего раздела о межъепархиальном объединении. Архиерейским собором 2011 года в Устав Русской православной церкви была добавлена Глава IX.I. Митрополичьи округа, которая закрепила возможность создания Священным Синодом в составе РПЦ Митрополичих округов. Устав Митрополичьего округа, и при необходимости — проект внутреннего положения о Митрополичьем округе, представляются Синодом Митрополичьего округа на усмотрение Священного Синода и утверждение Патриарха Московского и всея Руси. Синод округа, состоящий из всех активных архиереев (епархиальных и викарных) епархий округа, обладает высшей церковной властью в округе.
Тема «Митрополичьи округа как форма церковного управления» рассматривается Комиссией Межсоборного присутствия по вопросам церковного управления и механизмов осуществления соборности в Церкви с 23 марта 2011 года.
Митрополичий округ не следует путать с митрополией, другой формой межъепархиального объединения. Отличие митрополии от митрополичьего округа заключается в организации органов управления. Высшая церковная власть в митрополичьем округе принадлежит синоду под председательством главы митрополичьего округа. Синод округа состоит из епархиальных и викарных архиереев округа. В митрополиях действуют не синоды, а архиерейские советы, на которых решаются координационные вопросы деятельности епархий, входящих в митрополии.